# Ochrotomys nuttalli
Ochrotomys nuttalli — вид гризунів Нового Світу. Зазвичай має довжину тіла 12–25 см і м'яку шерсть від золотисто-коричневого до жовто-оранжевого кольору. Назва роду походить від грецьких слів ochra, що означає «охра», жовтий або коричневий земляний пігмент; oto- (від ous), що означає «вухо»; і mys, що означає «миша».

## Поширення й середовище існування
O. nuttalli живе та розмножується на південному сході Сполучених Штатів, включаючи південний схід Міссурі до Західної Вірджинії та південну Вірджинію, південь до східного Техасу, узбережжя Мексиканської затоки та центральну Флориду. Вважається видом із безпечною популяцією, яка не є сильно фрагментованою по всьому ареалу.
O. nuttalli живуть у густих лісах, болотистих місцевостях, серед ліан, серед невеликих дерев і чагарників. Особливо люблять ці тварини жити там, де ростуть жимолость, сарсапарель, ялівець віргінський. O. nuttalli в південно-центральному регіоні Сполучених Штатів живуть у жаркому та вологому кліматі влітку та сухому взимку.

## Морфологічна характеристика
Волосяний покрив м'який і золотисто-жовтий, з білим або біло-помаранчевим кольором живота та лап. Вони досягають довжини тіла від 5 до 12 сантиметрів і довжини хвоста від 5 до 10 сантиметрів. Вага 15–30 грамів.

## Спосіб життя
O. nuttalli переважно живуть на деревах, але в деяких регіонах, наприклад у Техасі, вони живуть переважно на землі. Вони вправні скелелази, які використовують свій довгий хвіст як орган рівноваги та для захоплення. Вони будують гнізда з трав, листя та кори, які служать місцями відпочинку. Гнізда можуть мати від 10 до 20 сантиметрів у діаметрі, ними одночасно користуються до восьми тварин. Вони також будують менші гнізда, в яких спокійно їдять свою їжу — переважно насіння.

## Розмноження
Розмноження мінливе, в одних регіонах вони можуть розмножуватися цілий рік, в інших лише в певний час. У них може бути кілька виводків на рік. Вагітність 25–30 днів, розмір виводку 1–4 (в середньому 2.7). Молоді тварини відкривають очі на 11–14 день, відлучаються від молока на 17–21 день і повністю виростають на 8–10 тижні.